# Linanthus uncialis
Linanthus uncialis är en blågullsväxtart som först beskrevs av Townshend Stith Brandegee, och fick sitt nu gällande namn av R. Moran. Linanthus uncialis ingår i släktet Linanthus och familjen blågullsväxter. Inga underarter finns listade i Catalogue of Life.